# Magomiedrasuł Idrisow
Magomiedrasuł Musajewicz Idrisow (ros. Магомедрасул Мусаевич Идрисов; ur. 8 lipca 1996) – rosyjski zapaśnik startujący w stylu wolnym. Wicemistrz świata w 2019. Dziesiąty na mistrzostwach Europy w 2019. Mistrz świata w 2018 i Europy U-23 w 2018 roku.
Mistrz Rosji w 2018 i 2019 roku.